# 撷秀初级中学
撷秀初级中学创立于1997年，前身为江苏省徐州市第一中学（下称“一中”）初中部，共三个年级，每年级18个班级，共54个班级。老校址在徐州市夹河前街26号，现已搬到徐州市云龙区潇湘路。现任校长为陈雷、陈军、丁雷。

## 校训
撷秀初级中学以“方正高雅，卓尔能群”为校训。

## 改革
2011年9月，校址搬迁，并决定改革。
2013年，撷秀初级中学决定与华东师范大学熊川武教授的理解教育所合作。实行自然分材教学（简称自分教学）。

## 荣誉
2014年中考囊括大市总分前4名，前十名6人, 全市前100名42人，154人达一中并轨生录取线，占一中并轨生录取人数的三分之一，近70%毕业生考入四星级高中。
2015年中考前十名6人，全市前100名42人， 167人达一中并轨生录取线，80%毕业生考入四星级高中。
2016年1月8日，中国教育报对其课改进行了整版篇幅报道。
2016年中考有3人进入市区前十名，154人达一中平行志愿分数线，312人达撷秀高中分数线。
2017年，徐州市撷秀初级中学成为中国人民大学第一家国学教育基地。
2018年徐州市15所民办学校综合督导评估，撷秀初级中学名列第一。

## 特色
撷秀初级中学采用自然分材教学。
撷秀初级中学除2020年未举办艺术节外，历年开展艺术节、文化节、科技节、体育节等多种特色活动。
撷秀初级中学夏秋季以“校本操”作为大课间特色操，春冬季则为跑操。
撷秀初级中学以《春江花月夜》伴人声提示作为学生理解操（代眼保健操）。
撷秀初级中学以《水草舞》作为上课预备铃，以《彩云追月》作为上课铃，以《春之歌》作为下课铃。